# Susanne König
Susanne König (Satu Mare, Rumanía, 30 de mayo de 1974) es una deportista alemana que compitió en esgrima, especialista en la modalidad de sable. Su hermana Rita también compitió en esgrima.
Ganó una medalla de oro en el Campeonato Europeo de Esgrima de 2001, en la prueba por equipos.

## Palmarés internacional
| Campeonato Europeo | Campeonato Europeo  | Campeonato Europeo | Campeonato Europeo |
| Año                | Lugar               | Medalla            | Prueba             |
| ------------------ | ------------------- | ------------------ | ------------------ |
| 2001               | Coblenza (Alemania) | Medalla de oro     | Sable por equipos  |